# 원 맨 밴드 (영화)
원 맨 밴드(One Man Band)는 미국, 프랑스에서 제작된 앤드류 지메네즈 감독의 2005년 애니메이션, 가족 영화이다. 오스냇 슈러 등이 제작에 참여하였다.